# Noite Escura
Noite Escura é um filme português realizado por João Canijo, e estreado a 20 de Maio de 2004, no Festival de Cannes. Para além disso, foi escolhido como candidato ao Óscar de Melhor Filme Estrangeiro desse ano e arrecadou, em Portugal, o Globo de Ouro para o Melhor Filme.

## Elenco
- Fernando Luís… Nelson Pinto
- Rita Blanco… Celeste Pinto
- Beatriz Batarda… Carla Pinto
- Cleia Almeida… Sónia Pinto
- Natalya Simakova… irka
- José Raposo… Nicolau
- Dmitry Bogomolov… Fyodor
- João Reis… namorado da Sónia